# Europsko prvenstvo u košarci za žene – Bugarska 1972.
Europsko prvenstvo u košarci za žene 1972. godine održalo se u Bugarskoj 1972. godine.